# Buddy Melges
Buddy Melges, właśc. Harry Clemens Melges Jr. (ur. 26 stycznia 1930 w Elkhorn, zm. 18 maja 2023 w Fontana-on-Geneva Lake) – amerykański żeglarz sportowy, dwukrotny medalista olimpijski.
Brał udział w dwóch edycjach letnich igrzysk olimpijskich na przestrzeni ośmiu lat (XVIII Letnie Igrzyska Olimpijskie Tokio 1964, XX Letnie Igrzyska Olimpijskie Monachium 1972), podczas obu zdobywał medale. W 1964 sięgnął po brąz w klasie Latający Holender, osiem lat później triumfował w klasie Soling. Podczas obu startów partnerował mu William Bentsen, w 1972 załogę jachtu tworzył również William Allen. Wielokrotnie był złotym medalistą mistrzostw świata, zwyciężał m.in. w klasie Star.